# Vid Poteko
Vid Poteko, född 5 april 1991, är en slovensk handbollsspelare (mittsexa).
Poteko tävlade för Slovenien vid OS 2016 i Rio de Janeiro. Han var en del av Sloveniens lag som blev utslagna i kvartsfinalen mot Danmark i herrarnas turnering.

## Klubbar
- RK Celje (2010–2017)
- HK Mjasjkoŭ Brest (2017–2019)
- RK Celje (2019–)